# Glenn Greenwald
Glenn Edward Greenwald (Nova Iorque, 6 de março de 1967) é um escritor, advogado especialista em direito constitucional dos Estados Unidos e jornalista norte-americano, radicado no Rio de Janeiro desde 2005. Em junho de 2013, através do jornal britânico The Guardian, Glenn Greenwald foi um dos jornalistas que, em parceria com Edward Snowden, levaram a público a existência dos programas secretos de vigilância global dos Estados Unidos, efetuados pela sua Agência de Segurança Nacional (NSA).
A série de reportagens sobre o programa de espionagem americana fizeram o The Guardian e The Washington Post ganharem o Prêmio Pulitzer de jornalismo em 2014. No Brasil, Glenn foi agraciado com o Prêmio Esso de Reportagem, por artigos publicados no jornal O Globo acerca do sistema de vigilância virtual dos Estados Unidos em território nacional.
O trabalho de Greenwald sobre a história de Snowden foi apresentado no documentário Citizenfour, que ganhou o Oscar de Melhor Documentário em 2014. Greenwald apareceu no palco com a diretora Laura Poitras e a namorada de Snowden, Lindsay Mills, quando o Oscar foi dado. No filme de 2016 de Oliver Stone, Snowden, Greenwald foi interpretado pelo ator Zachary Quinto. A revista Foreign Policy nomeou-o um dos 100 principais pensadores globais de 2013.
Antes das revelações dos arquivos de Snowden, Greenwald era considerado um dos mais influentes colunistas de opinião nos Estados Unidos. Depois de trabalhar como advogado constitucional por dez anos, ele começou a blogar sobre questões de segurança nacional antes de se tornar um colaborador do Salon.com em 2007 e depois para o The Guardian em 2012. Ele escrevia para o The Intercept que ele fundou em 2013 com Laura Poitras e Jeremy Scahill.
Em outubro de 2020, Greenwald anunciou que decidiu deixar a equipe após ser censurado pelos editores do site, que, segundo ele, não permitiram-lhe criticar a conduta de Joe Biden, candidato à presidência dos EUA pelo Partido Democrata, em uma matéria redigida por ele: ou as críticas seriam removidas, ou a matéria não seria publicada. Decidiu a partir de então publicar suas matérias em sua página web na plataforma Substack. Ele assegurou, contudo, que todo esse problema em nada tem a ver com o The Intercept Brasil, edição cujo trabalho ao qual ele ainda nutre grande estima.

## Juventude e educação
Greenwald nasceu em Nova York, filho de Arlene e Daniel Greenwald. A família Greenwald mudou-se para Lauderdale Lakes, na Flórida, quando ele era criança. Seus pais são judeus e eles e seus avós tentaram apresentá-lo ao judaísmo, mas ele cresceu sem praticar uma religião organizada, não teve um bar mitsvá e disse que seus "preceitos morais não são formados de forma alguma pela doutrina religiosa". Ele recebeu um bacharelado em filosofia pela Universidade George Washington em 1990 e um doutorado profissional da escola de direito da Universidade de Nova York em 1994.

## Carreira

### Advogado
Greenwald exerceu advocacia na firma Wachtell, Lipton, Rosen & Katz (1994-1995); em 1996, ele co-fundou sua própria firma de litígios, chamada Greenwald Christoph & Holland (mais tarde renomeada como Greenwald Christoph PC), onde trabalhou com casos relativos a questões de direito constitucional e direitos civis dos Estados Unidos. Trabalhou pro bono na maior parte do tempo, entre os casos em que representava o supremacista branco Matthew Hale em Illinois e a organização neonazista Aliança Nacional.
Sobre o seu trabalho em casos de discurso da Primeira Emenda, Greenwald disse à revista Rolling Stone em 2013, "para mim, é um atributo heróico estar tão comprometido com um princípio que você o aplica não quando é fácil ... não quando apoia sua posição" não quando protege as pessoas de que você gosta, mas quando defende e protege pessoas que você odeia".
Mais tarde, de acordo com Greenwald, "decidi abandonar minha prática voluntariamente em 2005 porque podia, e porque, depois de dez anos, estava entediado com o litígio em tempo integral e queria fazer outras coisas que eu achava mais envolventes e poderiam fazer mais impacto, incluindo a escrita política."

### Jornalista

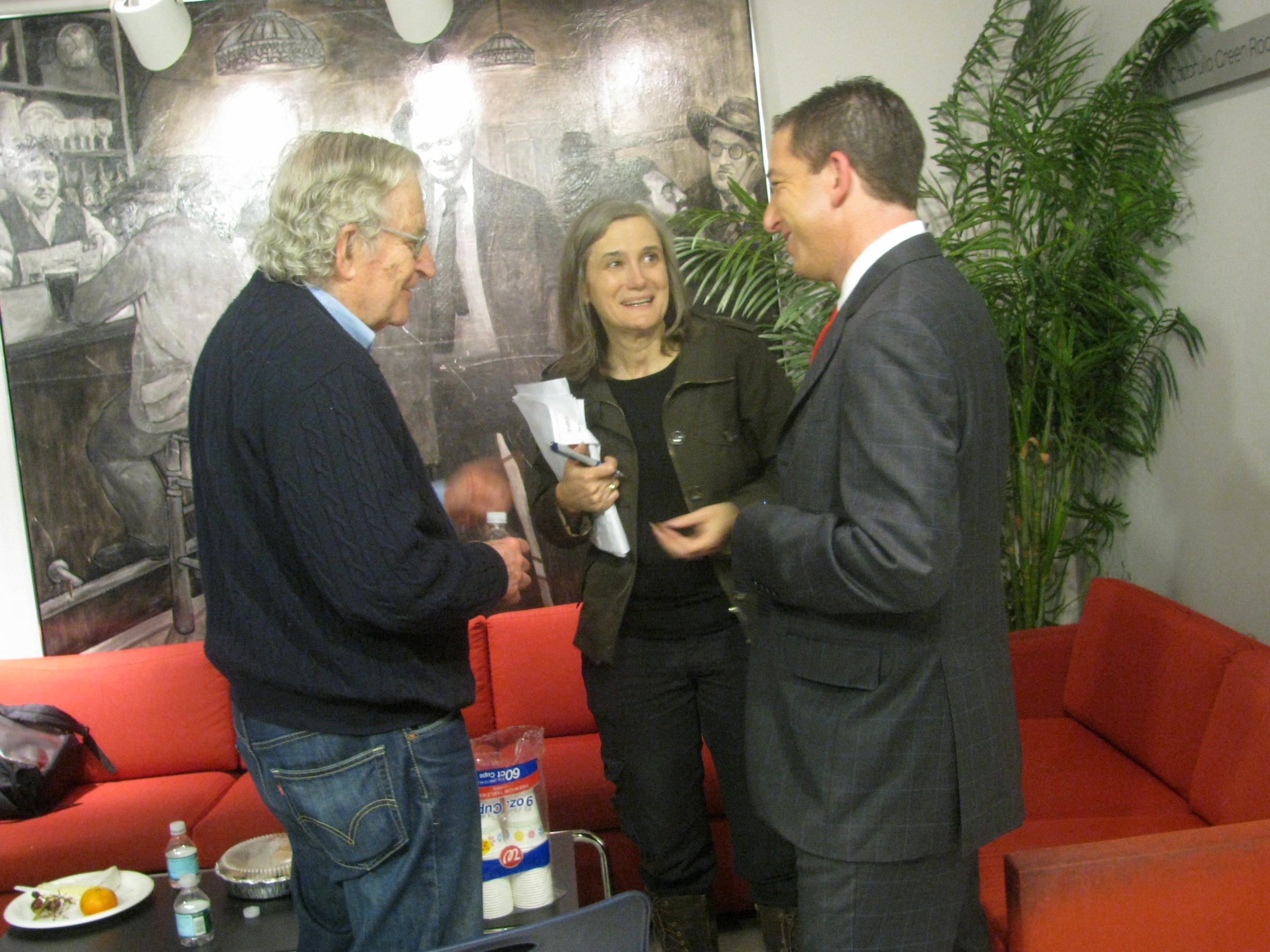
Greenwald, Noam Chomsky e Amy Goodman em abril de 2011.

Em 2005, Greenwald lançou um blog no qual denunciou a infiltração da CIA na investigação envolvendo sua agente, Valerie Plame, especialista em armas de destruição em massa, o assessor do vice-presidente Dick Cheney, Lewis "Scooter" Libby, o jornalista Karl Rove e as mentiras fabricadas para justificar a invasāo do Iraque e denunciadas como falsas pelo marido de Plame, o ex-embaixador Joseph C. Wilson. O caso ficou conhecido como Caso Plame-Wilson e faz parte do contexto de revelações da vigilância global, juntamente com o Wikileaks. Essas revelações contribuíram para confirmar a atuação da Agência de Segurança Nacional dos EUA-NSA na espionagem ilegal e generalizada de países e empresas. Por isso o blog recebeu, em abril de 2006, o Koufax Award na categoria "Best New Blog" de 2005. As revelações também foram mostradas no filme Jogo de Poder, de 2010, dirigido por Doug Liman e estrelado por Naomi Watts e Sean Penn.
Em fevereiro de 2007,  Greenwald  passou a colaborar com a publicação americana Salon, abordando temas de Direito Constitucional, entre outros. Em 10 de agosto de 2012 começou a trabalhar no jornal britânico The Guardian Em 5 de junho de 2013 , Greenwald através  do  Guardian, juntamente com vários outros jornais incluindo  The New York Times, The Washington Post e Der Spiegel, iniciou a  publicação das revelações sobre a vigilância eletrônica global americana executada pela Agência de Segurança Nacional NSA e colaboradores. Em 15 de outubro de 2013, Greenwald anunciou que estava deixando o jornal The Guardian para aproveitar uma oportunidade que, segundo ele, nenhum jornalista poderia recusar: iniciar o The Intercept, uma publicação da First Look Media, criada pelo próprio Glenn Greenwald juntamente com Laura Poitras e Jeremy Scahill.
Em 16 de outubro de 2013, Pierre Omidyar, fundador da eBay anunciou que iria financiar o novo meio de comunicação, a First Look Media, sendo  The Intercept a publicação a cargo de Glenn Greenwald, Laura Poitras e Jeremy Scahill, contando com doação de 250 milhões de dólares americanos. Pierre Omidyar, fundador da eBay, investiu no empreendimento quantia igual ao investimento de Jeff Bezos, fundador da Amazon.com ao adquirir o jornal The Washington Post.
A primeira edição de The Intercept publicou fotos secretas da NSA reveladas pela primeira vez. A meta de longo prazo, segundo Greenwald, é "produzir um jornalismo corajoso, confrontando uma ampla gama de tópicos como corrupção, política financeira ou violação de liberdades civis."
Na sexta feira 13 de janeiro de 2023, Greenwald denunciou a existência de um regime de censura em rápido crescimento no Brasil, ele qualificou ainda,Alexandre de Moraes, ministro do Supremo Tribunal Federal (STF), de "autoritário" e alegou que a remoção dos perfis na rede social é uma "ordem de censura". Quanto a essa denúncia, houve jornalistas que demonstraram apoio, assim como os que demonstraram contrariedade.

#### Programas de vigilância global dos Estados Unidos

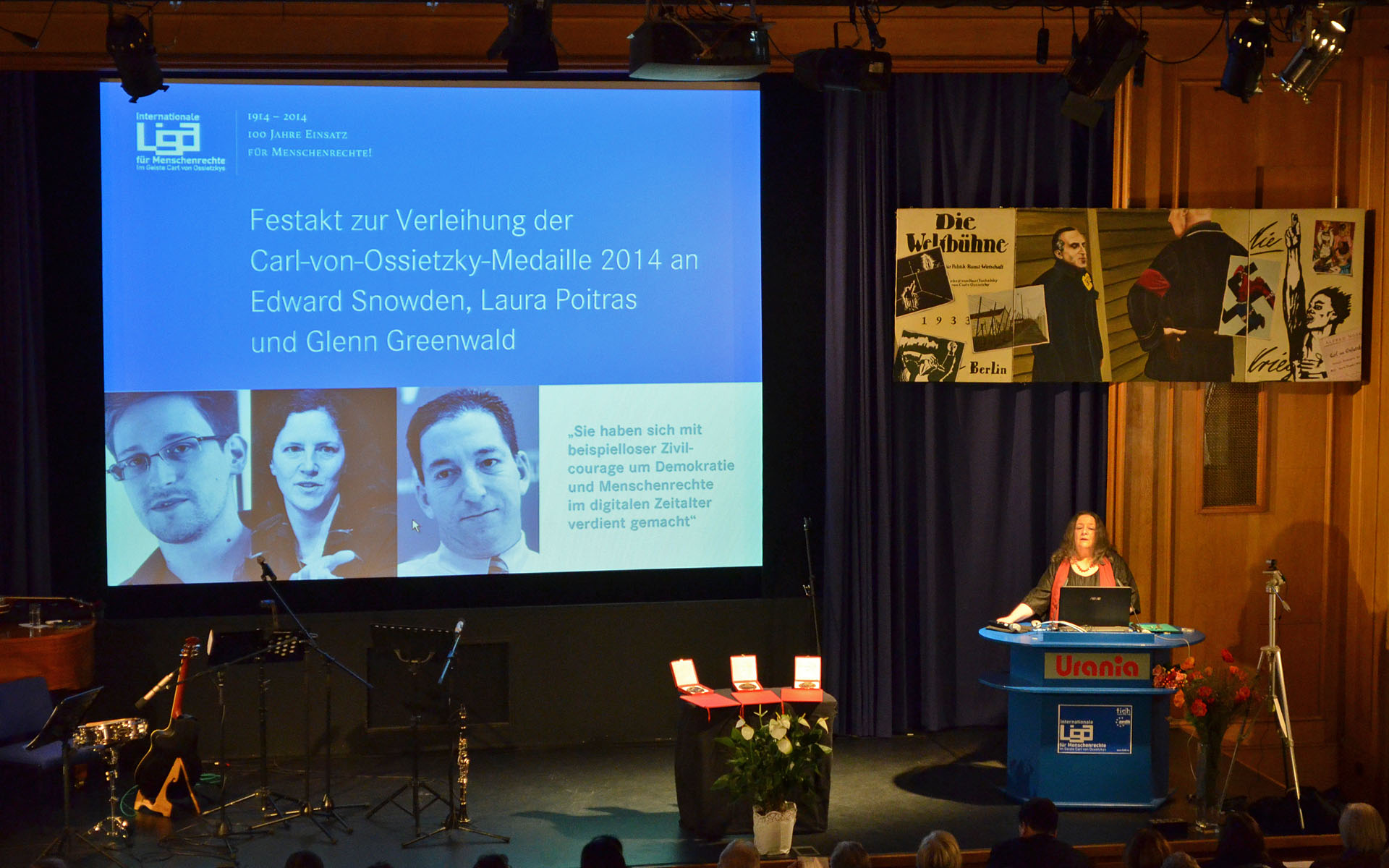
Snowden, Poitras e Greenwald foram os ganhadores da Medalha Carl von Ossietzky de 2014

Greenwald foi inicialmente contatado por Edward Snowden no final de 2012. Seguindo instruções de Snowden, Greenwald passou a adotar medidas para proteger suas comunicações, tais como criptografia de e-mails. Snowden também contatou a documentarista Laura Poitras em janeiro de 2013, que passou a trabalhar com Greenwald para preparar a publicação das denúncias de espionagem. Os primeiros documentos foram publicados em 6 de junho de 2013. No Brasil, o programa Fantástico do dia 8 de Setembro de 2013, baseado em documentos fornecidos por Snowden a Greenwald, revelou que a NSA vem espionando a Petrobrás com fins de beneficiar os americanos nas transações com o Brasil. Ainda em 2013, em reportagem com a jornalista Sônia Bridi, Greenwald revelou que além de grandes empresas como a Petrobrás, a presidente do Brasil, Dilma Rousseff, foi espionada pelo governo americano. A partir de então, as revelações têm provocado reação em todos os países do mundo e na comunidade de especialistas na segurança da Internet. Elas vão desde a participação nos programas de vigilância de empresas como Google, Facebook, Microsoft, a contaminação de computadores no mundo todo e a quebra dos códigos de criptografia da internet, fazendo toda a internet vulnerável a ataques, tanto pela NSA americana, como por predadores e criminosos.

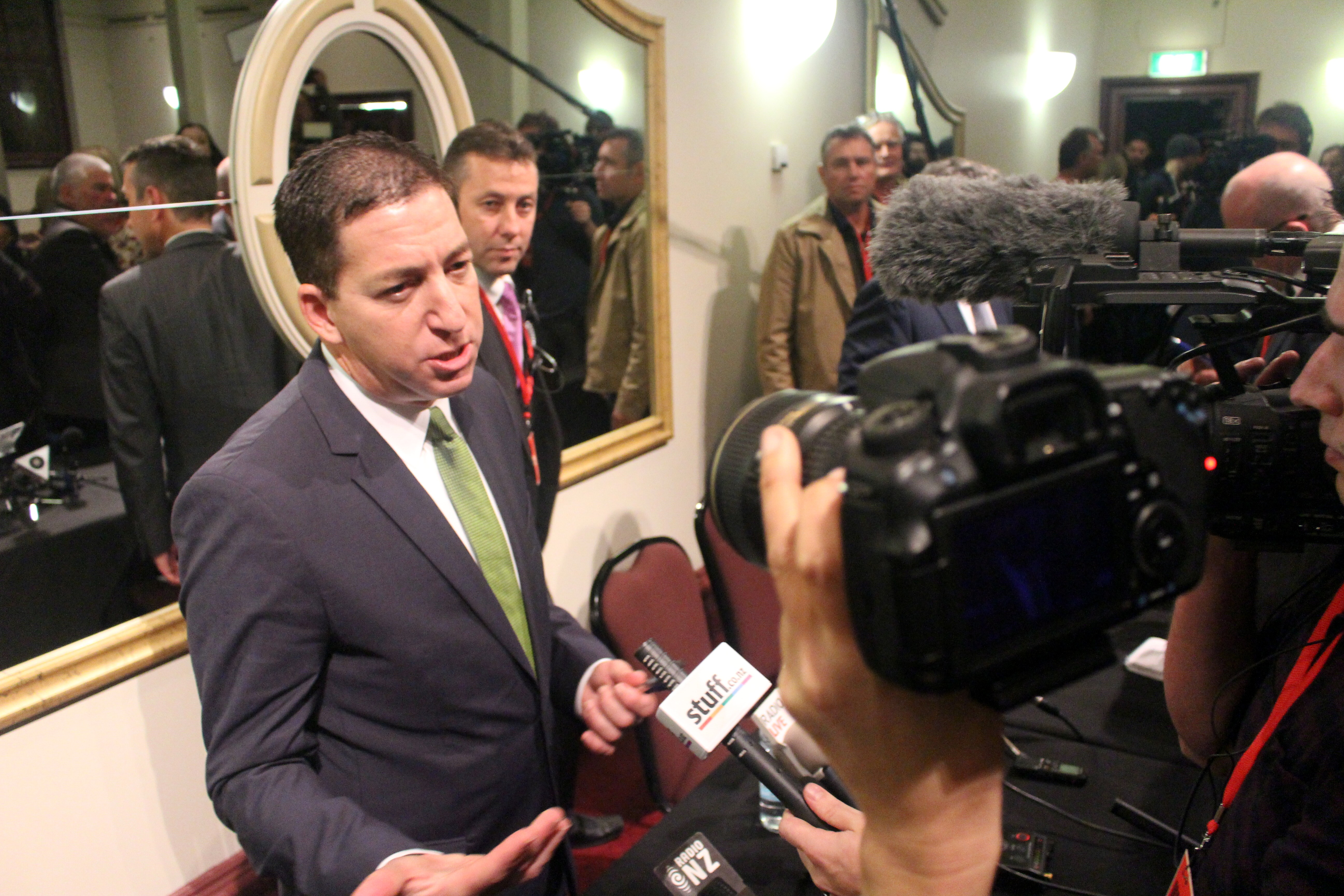
Greenwald em Auckland, na Nova Zelândia, em setembro de 2014.

Greenwald tem sido um defensor de que seja concedido asilo a Snowden pelo governo brasileiro. No Brasil, a concessão de asilo político é uma possibilidade prevista pela Constituição e é uma prerrogativa do Executivo, por meio do Ministério da Justiça. Em 2013, Edward Snowden demostrou publicamente que gostaria de obter asilo político do governo brasileiro. Por meio de uma campanha na internet que permite a assinatura de petições, Snowden buscou obter o apoio da população brasileira para viver no Brasil. Esta foi a segunda vez em que o ex-consultor abordou seu pedido de asilo ao governo brasileiro. Quando as primeiras denúncias sobre espionagem dos Estados Unidos vieram à tona, Snowden pediu asilo político a 21 países, entre os quais Brasil. Os países foram pressionados pelos Estados Unidos a recusar asilo a Snowden. Apesar da pressão americana, Bolívia, Nicarágua e Venezuela ofereceram asilo a Snowden. Surgiram notícias de que Snowden estaria disposto a fornecer informações ao Brasil em troca de asilo político. Tais afirmações foram rebatidas por Snowden como não procedentes em entrevista aberta aos meios de comunicação. Em 22 de dezembro de 2013, em entrevista à repórter Sônia Bridi, da Rede Globo, Snowden afirmou que "nunca vai trocar informações por asilo", mas que se o governo oferecer, vem morar no Brasil. Afirmou: "Claro! Se o governo brasileiro quiser defender os  direitos humanos, será uma honra para mim".
O Brasil tornou-se um alvo prioritário para a vigilância americana, segundo revelaram os documentos publicados por Greenwald O jornalista apresentou documentos que mostram que o governo dos Estados Unidos espionou milhões de telefonemas e e-mails de brasileiros, além das ligações de diplomatas e da presidente Dilma Rousseff. Os documentos revelaram ainda que a NSA contou com a ajuda do Canadá para invadir as comunicações do Ministério de Minas e Energia. O Canadá faz parte dos chamados Cinco Olhos: Austrália, Canadá, Nova Zelândia, Reino Unido e Estados Unidos.
Em depoimento ao Congresso Nacional do Brasil em agosto de 2013, Greenwald testemunhou que o governo dos EUA tinha usado o combate ao terrorismo como um pretexto para a vigilância clandestina, tendo por finalidade aumentar suas vantagens ao competir com outros países em áreas empresariais, industriais e econômicas. Em 18 de dezembro de 2013, Greenwald depôs diante da Comissão das Liberdades Cívicas, da Justiça e dos Assuntos Internos, parte da Comissão Europeia de acordo com o Tratado de Lisboa (2007) sobre o sistema de vigilância americano. Naquela ocasião, com relação a situação de Edward Snowden asilado temporariamente na Rússia, disse que "a maioria dos governos ao redor do mundo não está apenas virando as costas para Edward Snowden, mas também para suas responsabilidades éticas". Falando através de um link de vídeo, Greenwald afirmou que "é o Reino Unido, através da intercepção de cabos de fibra óptica submarina, a principal ameaça para a privacidade dos cidadãos da União Europeia, quando se trata de seu telefone e e-mails". Disse aos deputados da Comissão das Liberdades Civis que os governos de todo o mundo se beneficiam da decisão de Snowden de revelar a vigilância americana. O relatório do Parlamento Europeu pode ser consultado na integra.
Ameaças
Imediatamente após se iniciarem as revelações dos programas de vigilância global norte-americana, a residência de Greenwald foi invadida e apenas um laptop roubado do local apesar de haver outros objetos de valor na residência. Assim como com Edward Snowden, políticos americanos têm dado entrevistas se referindo a Greenwald como merecedor de punição por haver publicado os documentos fornecidos por Snowden.
O jornal The Guardian sofreu uma série de ameaças através do GCHQ, o serviço de inteligência britânico equivalente à NSA nos Estados Unidos, tendo sido obrigado a destruir seus computadores em frente aos agentes do serviço de inteligência britânico (GCHQ), em 20 de julho de 2013. Os repórteres envolvidos foram aparentemente colocados sobre intensa vigilância conforme conta o repórter Luke Harding, em seu livro "The Snowden Files" publicado na Inglaterra em fevereiro de 2013, que revela que enquanto ele trabalhava escrevendo o livro sobre os fatos ligados ao caso da NSA, a tela de seu computador era misteriosamente apagada e os textos escritos continuamente desapareciam.

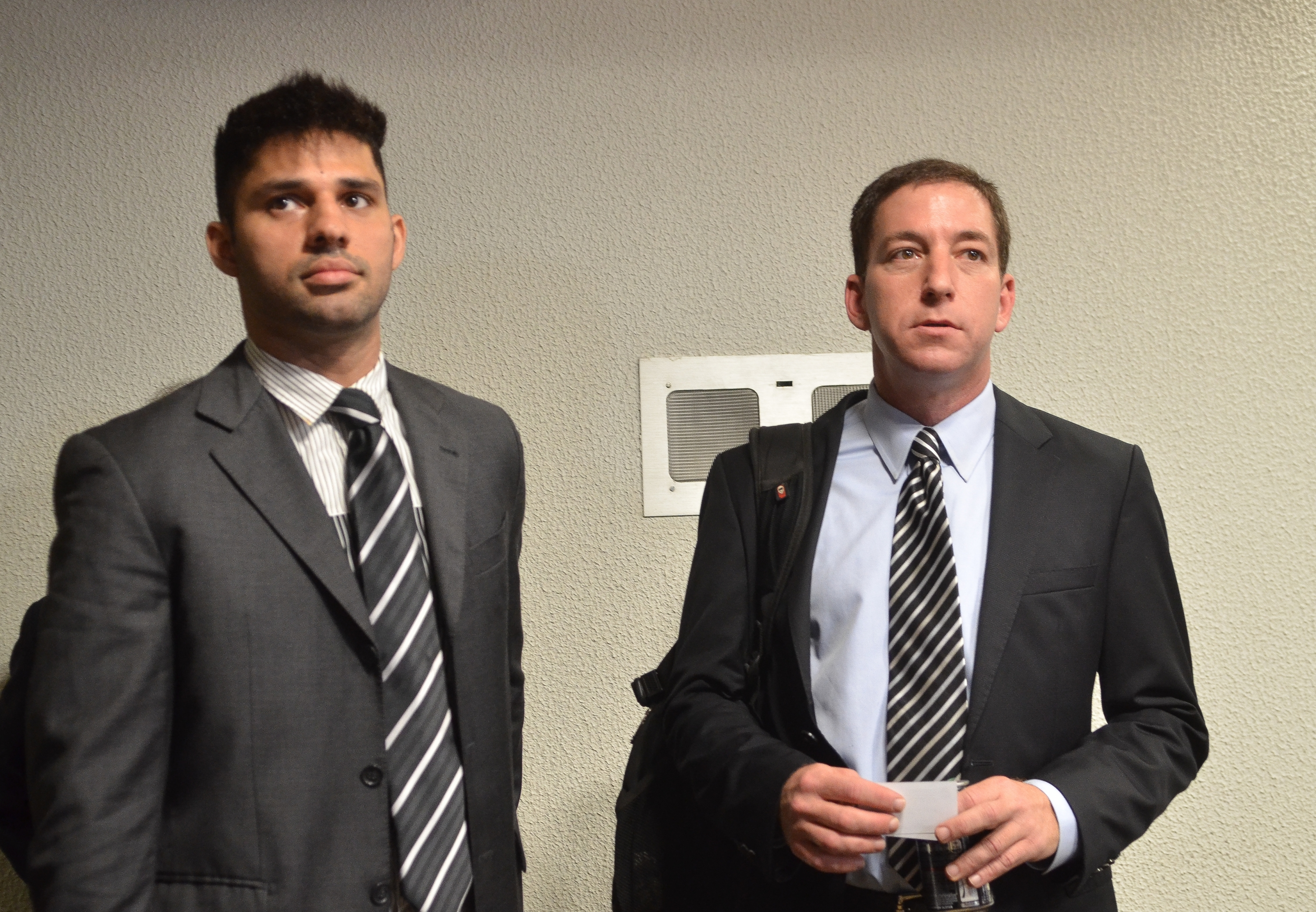
David Miranda e Greenwald em 2013.

Em agosto de 2013, a Polícia Metropolitana de Londres deteve o marido de Greenwald, David Miranda quando ele viajava de volta da Inglaterra para o Brasil. Miranda foi duramente interrogado e ficou detido por nove horas, incomunicado, sem lhe darem sequer o direito de fazer uma ligação telefônica muito menos contatar um advogado. Após o interrogatório, seu laptop, telefone, computador, câmera e outros objetos pessoais foram apreendidos. Para justificar sua detenção, a Inglaterra fez uso de lei britânica antiterrorista - o Anexo 7 do Terrorism Act 2000, o equivalente britânico do PATRIOT Act americano, considerando o brasileiro como suspeito de terrorismo A Anistia Internacional afirmou que Miranda foi "claramente vítima de uma injustificada tática de vingança" contra Greenwald. Por sua vez, o jornalista descreveu a detenção de seu parceiro como intenção de intimidação àqueles que têm vindo a escrever sobre a NSA e sobre a conivência do governo britânico com o sistema de vigilância global através do serviço de inteligência britânico, o Government Communications Headquarters (GCHQ). Desde então, ele processou a Polícia Metropolitana londrina. Em fevereiro de 2014, a Justiça Britânica considerou a detenção de David Miranda como sendo legal. Ele recorreu da decisão de tribunal londrino que classificou como legal sua detenção em Londres sob a alegação de suspeita de terrorismo mas foi derrotado. Contudo, os juízes estimaram que um artigo-chave desta lei antiterrorista promulgada no ano 2000 - mais especificamente seu anexo 7 -, que amparou a atuação policial contra David em Londres, é contrário à lei europeia e que portanto cabe ao Parlamento britânico mudá-lo.
Greenwald, ao falar à Comissão de Relações Exteriores e Defesa Nacional (CRE) do Brasil no início de agosto de 2013, esclareceu que há documentos em sua posse ainda em fase de análise e que serão divulgados posteriormente, e que estes contêm informações estratégicas sobre a política e o comércio do Brasil. Em 2013, foi instalada pelo Senado Federal do Brasil uma Comissão Parlamentar de Inquérito (CPI) da Espionagem para investigar as denúncias relacionadas ao Brasil, e na primeira reunião da Comissão Parlamentar de Inquérito em 3 de setembro de 2013, foi imediatamente aprovado requerimento solicitando proteção da Polícia Federal para o jornalista Glenn Greenwald e seu marido, David Miranda, uma vez que o americano e seu cônjuge brasileiro são considerados testemunhas-chave do caso. Mesmo com a instauração da Comissão Parlamentar de Inquérito (CPI) da Espionagem e aprovação do pedido de proteção ao jornalista Glenn Greenwald e David Miranda, Greenwald vem sendo aconselhado por seus advogados a não se ausentar do Brasil onde vive, sob risco de ser alvo do governo de seu próprio país, os Estados Unidos.

#### Processo de impeachment de Dilma Rousseff
O jornalista tem sido um dos aderentes à tese que o processo de impeachment da presidente brasileira Dilma Rousseff seria uma tentativa de golpe de estado, uma trama das elites políticas brasileiras com auxílio da mídia corporativa para tomar o poder executivo através da atuação de parlamentares no âmbito das instituições públicas. Tal postura do jornalista arrancou elogios do ex-presidente do Supremo Tribunal Federal (STF), Joaquim Barbosa, que aderiu à Greenwald questionando o tom da cobertura da imprensa brasileira ao recomendar a entrevista concedida por Greenwald a Christiane Amanpour, da CNN, a qual classificou como "informação objetiva, clara, sem viés político". Em função do enorme prestígio internacional que acumulou através de sua carreira como jornalista investigativo, Greenwald tem sido um dos profissionais de imprensa mais procurados pelos veículos de comunicação internacionais em busca de análises políticas sobre a conturbada situação do país sul-americano onde reside. Em virtude desta conjuntura de eventos, o jornalista foi o primeiro a ser contemplado com uma entrevista exclusiva com a presidente Dilma Rousseff, após ela sofrer o afastamento sob votos do senado federal.
A revista Veja, porém, afirmou que o jornalista norte-americano "tem empunhado a bandeira governista e petista de que o impeachment da presidente Dilma Rousseff tem base frágil e, na melhor das hipóteses, duvidosa", e um editorial do Estadão o classificou como "um ativista da causa petista", que produz o que eles classificam como 'desinformação'. Em resposta a essas críticas, Greenwald declarou ter orgulho de ser atacado pela Veja e acusou o jornal Estado de S. Paulo de inventar aspas em um texto atribuído a ele, que foi veiculado pelo editorial "O Jogo Sujo da Desinformação", trazendo uma suposta citação de Greenwald na publicação do dia 29 de maio de 2016. O norte-americano utilizou o Twitter para rebater o jornal por tê-lo qualificado desta forma negativa e inventado citações falsas. Para o jornalista norte-americano, a imprensa tradicional brasileira está irritada por não poder mais controlar as informações que os brasileiros recebem e o Estadão estaria demonstrando uma mentalidade típica de quem aplaudiu a ditadura militar.

#### Operação Lava Jato

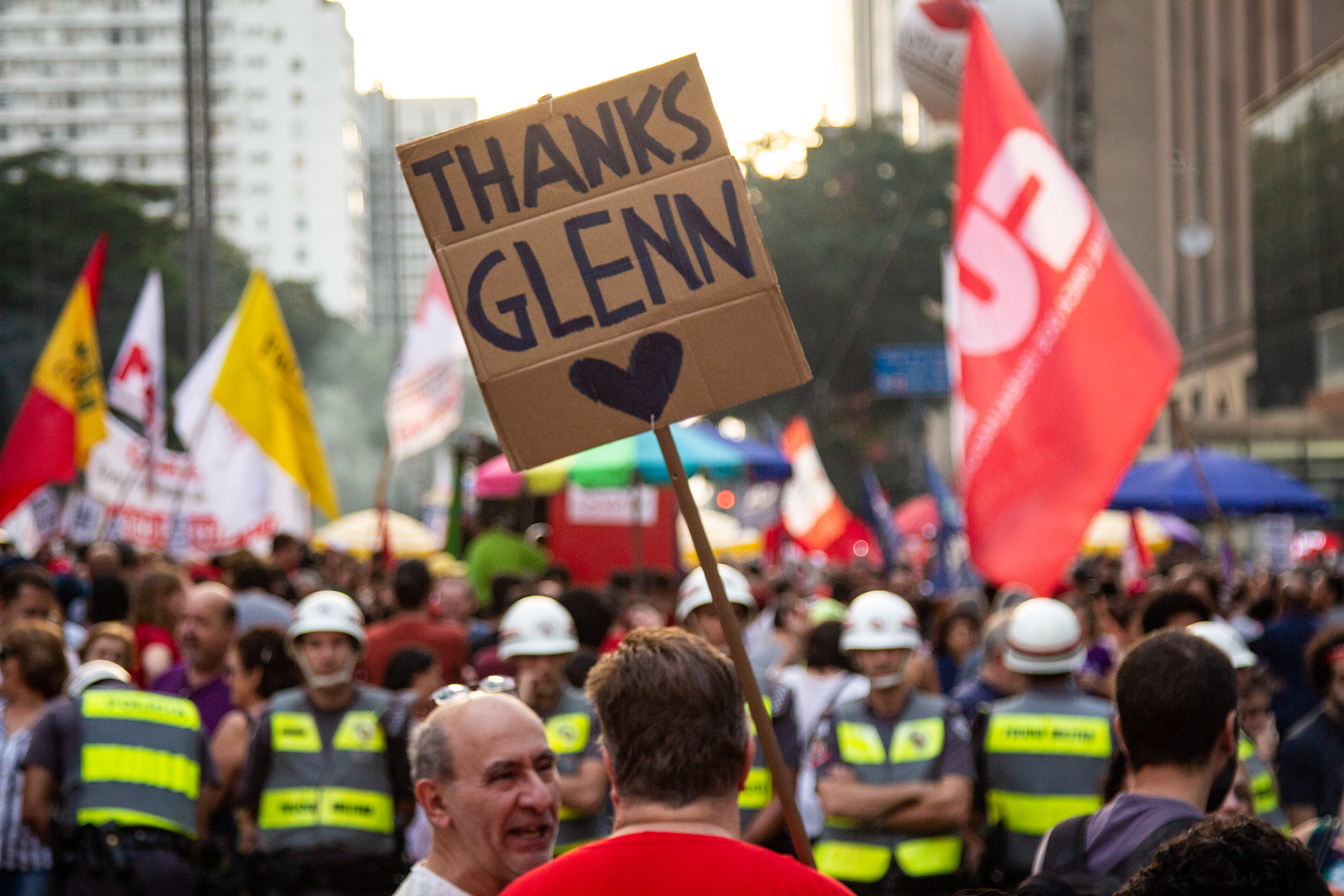
Placa demonstrando apoio a Glenn durante a greve geral no Brasil em 2019, que ocorreu no dia 14 de junho

Em junho de 2019, o periódico virtual The Intercept publicou matéria com vazamento, de fonte anônima, de conversas no aplicativo Telegram entre o ex-juiz Sergio Moro e o promotor Deltan Dallagnol no âmbito da Operação Lava Jato com evidências de "discussões internas e atitudes altamente controversas, politizadas e legalmente duvidosas da força-tarefa da Lava Jato". As transcrições sugerem que Moro cedeu informação privilegiada à acusação, auxiliando o Ministério Público a construir casos, além de orientar a promotoria, sugerindo modificação nas fases da operação Lava Jato. Também mostram cobrança de agilidade em novas operações, conselhos estratégicos, e antecipação de pelo menos uma decisão. Moro teria ainda fornecido pistas informais e sugestões de recursos ao Ministério Público. As transcrições demonstrariam ainda que a promotoria teria receio da fragilidade das acusações feitas contra o ex-presidente Luiz Inácio Lula da Silva e que teria buscado combinar previamente elementos do caso. Greenwald disse acreditar que é uma das reportagens mais importantes que ele fez em sua carreira e foi o que levou a Paraty.
Em decorrência de seu trabalho, Greenwald foi alvo de ameaças do governo federal e de seus simpatizantes, incluindo ameaças de morte. No final de julho de 2019, o presidente Jair Bolsonaro afirmou que Greenwald "talvez pegue uma cana aqui no Brasil"; Greenwald admitiu que o risco de ser preso, naquele momento, "era grande." Estes ataques levaram políticos e outras personalidades a defenderem o direito constitucional à liberdade de imprensa, bem como o direito de Greenwald de exercer sua profissão no país. O presidente da Câmara, Rodrigo Maia, divulgou um vídeo em defesa do jornalista e de tais direitos. No início de agosto de 2019, o ministro Gilmar Mendes, do Supremo Tribunal Federal, determinou, liminarmente em uma ADPF ajuizada pela Rede Sustentabilidade, "que as autoridades públicas e seus órgãos de apuração administrativa ou criminal abstenham-se de praticar atos que visem à responsabilização do jornalista Glenn Greenwald pela recepção, obtenção ou transmissão de informações publicadas em veículos de mídia, ante a proteção do sigilo constitucional da fonte jornalística." O caso entrou na análise do Repórteres Sem Fronteiras, que passou a reportar os ataques de Bolsonaro direcionados à imprensa.
Em 7 de novembro de 2019, Greenwald compareceu ao programa de rádio Pânico da emissora Jovem Pan para um entrevista, que contaria com a presença do jornalista Augusto Nunes. Durante o programa, no entanto, ocorreu uma discussão e Greenwald chamou Nunes de "covarde" por ele ter insinuado, no passado, que o norte-americano e seu marido eram pais ausentes de seus filhos adotados, já que Greenwald ser receptador de "mensagens roubadas" (em alusão à Vaza Jato) e Miranda mora em Brasília. Nunes explicou que estaria sendo irônico, mas houve uma escalada de ânimos e ele agrediu Greenwald no rosto, que revidou. A situação foi prontamente contida pelos integrantes do programa e, após alguns minutos de pausa técnica, o quadro foi retomado sem a presença de Nunes. Logo após o episódio, a Jovem Pan emitiu um comunicado em que lamenta a agressão e pede desculpas a Glenn Greenwald e aos ouvintes.
Em agosto de 2024, Glenn iniciou reportagens na Folha de S.Paulo acusando o ministro Alexandre de Moraes de usar o TSE fora do rito para investigar bolsonaristas em um conjunto de reportagens que ficou conhecido como Vaza Toga.

### Literatura
Suas análises sobre a vigilância governamental americana e a Teoria da separação dos poderes foram citados nos jornais The New York Times, The Washington Post, em debates no Senado e na Câmara de Representantes dos Estados Unidos. Greenwald também é um premiado colunista de política dos Estados Unidos e autor de vários best-sellers:
- Sem lugar para se esconder, publicado em português sob o selo Primeira Pessoa, da Editora Sextante,[103] lançado em maio de 2014 (título original em inglês No Place to Hide: Edward Snowden, the NSA, and the U.S. Surveillance State, ISBN 978-0771036781).  O livro contém informações sobre a vigilância global da NSA que não haviam sido publicadas pela imprensa até maio de 2014, incluindo os nomes das empresas americanas parceiras principais da NSA no projeto de vigilância e espionagem mundial,[104][105] entre elas Qualcomm, fabricando e vendendo no mercado mundial equipamentos com backdoors para os malwares que facilitam a espionagem, Cisco, Oracle, Intel, Qwest, EDS, AT&T, Verizon,Microsoft, IBM.[106][107][108] Descreve também os bastidores da investigação e a revelação da vigilância global americana.[109]
- Great American Hypocrites (2008)
- A Tragic Legacy (2007)
- How Would a Patriot Act? (2006)

## Prêmios e honrarias

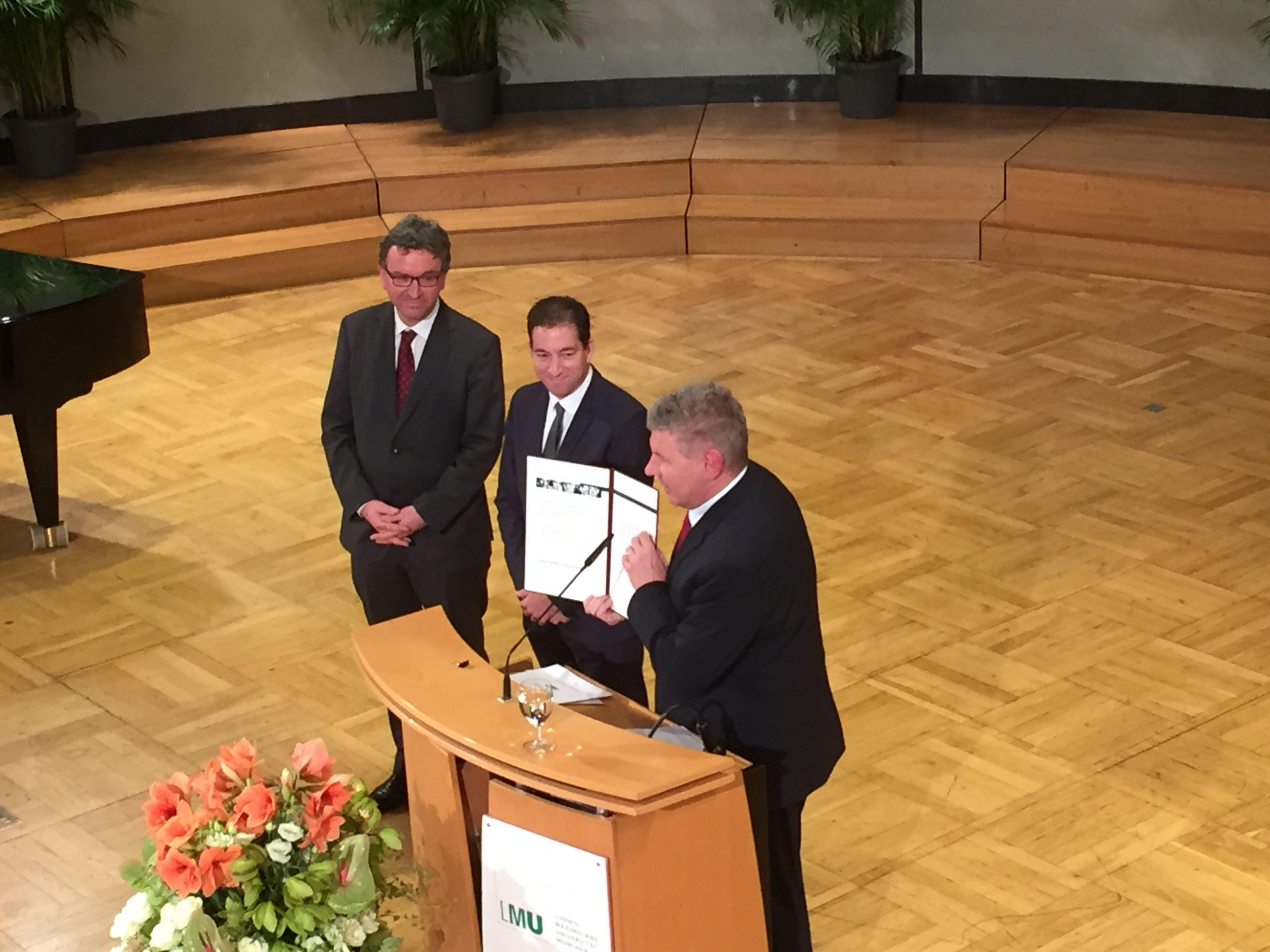
Greenwald recebe o prêmio Geschwister-Scholl na Universidade de Munique, na Alemanha, em dezembro de 2014.

Greenwald recebeu em 2009, juntamente com Amy Goodman, o primeiro Prêmio Izzy por realizações especiais em mídia independente e o Prêmio de Jornalismo Online de 2010 por Melhor Comentário por seu trabalho investigativo sobre as condições de Chelsea Manning.
Suas reportagens sobre a Agência Nacional de Segurança (NSA) ganharam inúmeros outros prêmios em todo o mundo, incluindo os principais prêmios de jornalismo investigativo do Prêmio George Polk, o Prêmio de Jornalismo Online 2013, o Prêmio Esso de Reportagem por seus artigos no jornal O Globo sobre a vigilância massiva da NSA sobre os brasileiros (tornando-se o primeiro estrangeiro a ganhar o prêmio), o prêmio Libertad de Expresion Internacional 2013 da revista argentina Perfil e o Prêmio Pioneiro 2013 da Electronic Frontier Foundation. A equipe que Greenwald liderou no The Guardian recebeu o Prêmio Pulitzer também pelas reportagens sobre a NSA. A revista Foreign Policy nomeou Greenwald como um dos 100 principais pensadores globais de 2013.
Em 2014, Greenwald recebeu o Geschwister-Scholl-Preis, um prêmio literário anual alemão, pela edição alemã de No Place to Hide. Greenwald também foi nomeado o ganhador de 2014 da Medalha McGill de Coragem Jornalística do Colégio Grady de Jornalismo e Comunicação de Massa da Universidade da Geórgia.
Em 2019, Glenn ganhou o Prêmio Especial Vladimir Herzog após divulgar diálogos entre os procuradores da Lava Jato com Sergio Moro. Ele também ficou em primeiro lugar na lista dos 50 LGBTs mais influentes do Brasil em 2019, feita pelo Guia Gay São Paulo, ocasião em que destacou a importância de pessoas públicas e privilegiadas servirem de modelo para jovens LGBTs.

## Vida pessoal

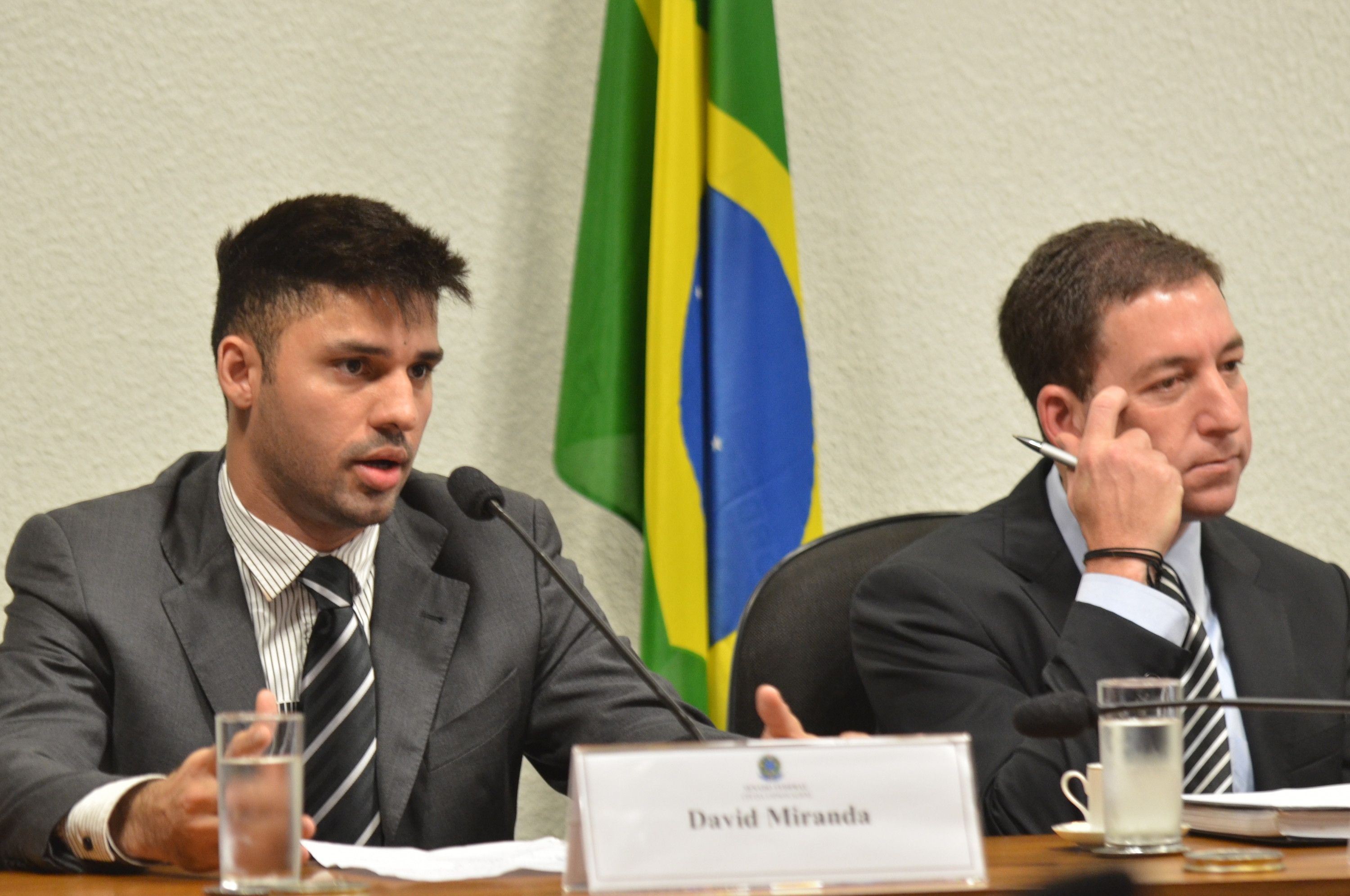
David Miranda e Glenn Greenwald depõem na CPI da Espionagem, no Congresso Nacional do Brasil

Greenwald vive atualmente no Rio de Janeiro, foi casado por mais de 14 anos com o brasileiro David Miranda, até sua morte. Em 2016, Miranda foi eleito Vereador do Rio de Janeiro pelo Partido Socialismo e Liberdade (PSOL). Em 2017, o casal anunciou que havia adotado dois filhos alagoanos, de Maceió.
Miranda era visto como o braço direito do jornalista Greenwald, tendo sido responsável pela escolha do programa que viria a exibir as revelações sobre a espionagem norte-americana - o Fantástico da TV Globo. Segundo Greenwald, o fato de o Brasil reconhecer os direitos de casais homossexuais (ao contrário do que ocorria nos EUA) motivou a imigração. Em 2019, David Miranda passou a ocupar a vaga do deputado federal eleito Jean Wyllys, que decidiu não assumir o mandato e deixou o país devido a ameaças de morte.